# 矢神久美
矢神 久美（やがみ くみ、1994年〈平成6年〉6月13日 - ）は、日本のプロダーツプレイヤー。元アイドル、元ローカルタレントで、女性アイドルグループ・SKE48の元メンバー。愛知県名古屋市中川区出身。芸能活動時の所属事務所は、ピタゴラス・プロモーション→AKS→フリー→みらいくーる→Mousa。

## 略歴
2008年
- 7月31日、『SKE48オープニングメンバーオーディション』に合格（応募総数2,670名、最終合格者22名）。
- 10月5日、チームS 1st Stage「PARTYが始まるよ」公演にて選抜メンバー16名のうちの一人として公演デビュー。

2009年
- 3月、選抜メンバー16名がチームSへ移行し、チームSのメンバーとなる。
- 8月5日、SKE48の1stシングル「強き者よ」発売。チームS全員参加曲。
- 2009年12月25日、『超劇場版ケロロ軍曹 誕生!究極ケロロ 奇跡の時空島であります!!』応援団「ケロロガールズ」メンバーになる。

2010年
- 2010年2月12日、『マジすか学園』（テレビ東京）で役者デビュー。
- 3月24日、SKE48の2ndシングル「青空片想い」に選抜入り[注 1]。
- 2010年5月26日、AKB48の16thシングル「ポニーテールとシュシュ」のカップリング「盗まれた唇」では、松井玲奈とともにアンダーガールズの一員として、初めてAKB48名義のCDに参加した。
- 2010年5月から6月にかけて実施された『AKB48 17thシングル選抜総選挙「母さんに誓って、ガチです」』では38位で、アンダーガールズ入りを果たした。

2011年
- 8月13日、SKE48としてa-nationに出演した際に舞台上で足を捻り、3年前に痛めた靭帯を再び伸ばしてしまった。そのため、同月15日に開催された握手会は座ったまま参加。その後、全治6週間程と診断され8月16日からの劇場公演は休演と発表された[3]。8月後半と9月の公演は全休[4]、10月13日に復帰した[5]。
- 10月29日公開[注 2]映画『WAYA!宇宙一のおせっかい大作戦』[6]に出演。SKE48劇場 （当時はSUNSHINE STUDIO）で全メンバーの中からオーディションを行い、松井珠理奈と共に選ばれた。
- 12月13日に開催されたテレビアニメ『AKB0048』の主人公9人の声優を決める声優公開オーディションに合格し、声優選抜入りを果たした[7]。

2012年
- 3月25日、AKB48のコンサート『業務連絡。頼むぞ、片山部長! inさいたまスーパーアリーナ』の3日目の公演においてワタナベエンターテインメントへの移籍打診があったことが発表されたものの、最終的には実現には至らなかった[8][9]。
- 4月26日、『AKB0048』声優選抜メンバー9名による新ユニット「NO NAME」の結成が発表される。同作の主題歌「希望について」と「夢は何度も生まれ変わる」を歌う[10]。
- 5月から6月にかけて実施された『AKB48 27thシングル選抜総選挙』では28位で、アンダーガールズ入りを果たした[11]。
- 11月1日、Google+の自身のページにおいてSKE48を卒業することを発表[12][13]。

2013年
- 1月15日、SKE48劇場で開催されたチームKII公演において、同年3月でSKE48を卒業することが発表された[14]。また、グループ卒業後に芸能活動を続けないことをGoogle+で言明している[15][16]。
- 4月18日、SKE48劇場では最終出演となる卒業公演が行われた[17][18]。
- 5月6日、この日に行われた11thシングル「チョコの奴隷」（劇場盤）個別握手会を以ってSKE48を卒業、芸能界も引退。
- 10月11日、愛知県芸術劇場大ホールで行われた「SKE48 リクエストアワーセットリストベスト50 2013 ～あなたの好きな曲を神曲と呼ぶ。だから、リクエストアワーは神曲祭り。～」2日目においてビデオメッセージで出演し、SKE48卒業後は一社会人として暮らしていることを報告した。

2015年
- 2月27日公開のドキュメンタリー映画「アイドルの涙 DOCUMENTARY of SKE48」にインタビュー出演[19]。
- 7月1日にYouTubeにて公開された愛知県設楽町のプロモーションビデオに出演[20]。
- 9月15日、元SKE48メンバーの桑原みずきが発起人となった「もう一度だけ会いたい。幻の再開プロジェクト」[21]により、期間限定で芸能活動の再開を発表した[22]。
- 10月29日、名古屋の芸能事務所「みらいくーる」に所属し、地域PRアンバサダーとして本格的に芸能活動を再開した[23]。
- 11月5日、愛知県設楽町津具高原にて農業研修生として活動していくことを発表[24]。
- 11月13日、自身がプロデュースする女性ダンスチーム「Dizzy Fun」の結成を発表[25]。

2016年
- 3月22日、愛知県北設楽郡設楽町の交流PR大使に就任[26]。

2018年
- 4月13日、前年に一般男性と結婚したことを報告。あわせて同月30日付で芸能界を引退することを発表した[27]。

2019年
- 6月29日、「2019PERFECT岐阜」にてプロダーツプレイヤーとして初の公式戦出場を果たす[28]。

2023年
- 6月1日、芸能事務所Mousaに所属した事が、公式HPにて発表された[29]。

## 人物
愛称は、くーみん。名付け親は松下唯。
キャッチフレーズに「元気」という言葉を使用していたが、実際は人見知りな性格である。
家族構成は父、母、本人、2人の妹。「マフィン」という名のチワワ（2004年10月21日生まれ）を飼っている。2014年の秋からは「モモたん」という名のフクロモモンガも飼い始めた。以前は「ぴーちゃん」という名の白文鳥も飼っていた。
特技は小学校1年生から始めたヒップホップダンス。趣味はダーツ。なお、SKE48在籍時はサックス・ピアノが趣味として挙げられていた時期もある。好きな言葉は「努力の分だけ成果が出る」。よく忘れ物をし木﨑ゆりあとともに「忘れ物クイーン」と呼ばれている。
好きなキャラクターは、『ONE PIECE』のバギー船長。
AKB48メンバーのうち、藤江れいな、仲川遥香とはよく話をする仲。仲川とは顔や雰囲気が似ていると言われ、互いに姉・妹と呼び合っている。

### SKE48
- SKE48に入ろうと思った契機は、中学校2年生の時に吹奏楽部を辞めて何もすることがなくなり、SKE48のオーディションを見つけた母親に勧められたから[44]。
- SKE48二次元同好会の会員ナンバー2番。好きなアニメは、『BLEACH』、『NARUTO -ナルト-』、『涼宮ハルヒの憂鬱』、『黒執事』、『デュラララ!!』、『らき☆すた』[45]。
- 推しメンは木﨑ゆりあ[46]。
- 「なりたいメンバーは?」という質問に小野晴香を挙げているが[47]、最初は怖く、なかなか話しかけられなかった[41]。
- SKE48在籍時は、阿部サダヲのようなコメディの女優になることを目標としていた[48]。
- 歌については増田有華、ダンスについては秋元才加を目標としている[49]。

## SKE48在籍時の参加曲

### シングルCD選抜曲
SKE48名義
- 強き者よ
- 青空片想い
- ごめんね、SUMMER
- 1!2!3!4! ヨロシク!
  - 青春は恥ずかしい - 「紅組」名義
- バンザイVenus
- パレオはエメラルド
  - 積み木の時間
  - 花火は終わらない - 「セレクション8」名義
- オキドキ
  - 初恋の踏切
  - 歌おうよ、僕たちの校歌 - 「セレクション8」名義
- 片想いFinally
  - 今日までのこと、これからのこと
  - 寡黙な月 - 「セレクション8」名義
- アイシテラブル!
- キスだって左利き
  - 神々の領域
- チョコの奴隷
  - Darkness - 「セブンダンサーズ」名義
  - それを青春と呼ぶ日 - 「旅立ち卒業組」名義
- 「美しい稲妻」に収録
  - バンドをやろうよ - 「マジカルバンド」名義

AKB48名義
- 「ポニーテールとシュシュ」に収録
  - 盗まれた唇 - 「アンダーガールズ」名義
- 「ヘビーローテーション」に収録
  - 涙のシーソーゲーム - 「アンダーガールズ」名義
- 「Beginner」に収録
  - 僕だけのvalue - 「アンダーガールズ」名義
- 「桜の木になろう」に収録
  - 偶然の十字路 - 「アンダーガールズ」名義
- 「Everyday、カチューシャ」に収録
  - 人の力 - 「アンダーガールズ」名義
- 「ギンガムチェック」に収録
  - なんてボヘミアン - 「アンダーガールズ」名義
- 「永遠プレッシャー」に収録
  - 強がり時計 - 「SKE48」名義

NO NAME名義
- 希望について
  - 夢は何度も生まれ変わる
  - 虹の列車
- この涙を君に捧ぐ
  - 主なきその声
  - 少女たちよ NO NAME ver.
  - 大声ダイヤモンド NO NAME ver.

### アルバムCD選抜曲
SKE48名義
- 『この日のチャイムを忘れない』に収録
  - フラフープでGO!GO!GO! - 「チームS」名義
  - Beginner - 「チームS」名義

AKB48名義
- 『ここにいたこと』に収録
  - ここにいたこと
- 『1830m』に収録
  - いつか見た海の底 - Up-and-coming girls名義
  - 青空よ 寂しくないか?
- 『次の足跡』に収録
  - ぽんこつブルース

### 劇場公演ユニット曲
チームS 1st Stage「PARTYが始まるよ」公演
- クラスメイト（1st UNIT）
- スカート、ひらり（2nd UNIT）

 チームS 2nd Stage「手をつなぎながら」公演
- ウィンブルドンへ連れて行って（1st UNIT）
- Glory days（2nd UNIT）

 チームS 3rd Stage「制服の芽」公演
- 狼とプライド（1st UNIT）
- 女の子の第六感（2nd UNIT）
- 思い出以上
松井珠理奈のユニットアンダー

## 出演

### テレビドラマ
- マジすか学園（2010年2月12日 - 3月26日、テレビ東京） - ダンス 役。
- モウソウ刑事!（2011年1月12日 - 3月30日 、東海テレビ） - 桑原久美 役。
- マジすか学園2（2011年4月15日 - 7月1日、テレビ東京） - ダンス 役。
- マジすか学園3（2012年7月13日 - 10月5日、テレビ東京） - 小耳 役。
- 学校の怪談 第4話「犯人の背中」、第6話「別れの曲」（2012年7月 - 8月、BeeTV）

### バラエティ・情報番組
- リサッチ（2008年11月21日 - 2009年3月26日、東海テレビ）
- SKE48学園（2009年10月3日 - 、エンタ!371）
- SKE48が超劇場版ケロロ軍曹の声優に挑戦であります!!（2010年2月19日、エンタ!371）
- 知って解決!SKEっとネット（2010年4月5日、NHK総合 名古屋放送局制作）
- でらSKE〜夜明け前の国盗り48番勝負（2010年4月5日、TBS）
- スター姫さがし太郎（2010年9月25日 - 2011年9月24日・不定期、テレビ東京）
- SKE48のアイドル×アイドル（2010年12月6日・13日、中京テレビ）
- SKE48 ムスメにいかが!?（2011年8月12日、東海テレビ）
- SKE48の世界征服女子（2011年10月3日 - 2012年9月19日・不定期、中京テレビ）
- SKE48のマジカル・ラジオ2（2012年4月3日 - 6月26日、日本テレビ）
- SKE48のマジカル・ラジオ3（2013年1月20日 - 4月7日、日本テレビ）
- SKE48のおやすみ名言道場（2013年4月2日、中京テレビ）
- SKE48の世界征服女子 season2（2013年4月2日、中京テレビ）

### テレビアニメ
※太字は主役・ヒロイン
- AKB0048（2012年） - 東雲楚方 役。
- AKB0048 next stage（2013年） - 東雲楚方 役。

### 映画
- WAYA! 宇宙一のおせっかい大作戦（2011年10月29日） - 吉村もみじ 役。

### ラジオ
- SKE48 観覧車へようこそ!!（2009年5月4日 - 不定期、CBCラジオ）
- SKE48❤️1+1は2じゃないよ!（2010年12月10日 - 不定期、東海ラジオ）
- 矢神久美のや〜がみガミ言うよ♪（2016年6月13日 - 2017年6月12日、エフエム豊橋）

### ネット配信
- SKE48の私立SPA!学園（2011年1月27日、ニコニコ動画）
- キトノチ!（2016年7月23日 - 、サイト・ワロップ放送局） - MC [50]

### CM
- びっくりドンキー（2010年5月17日 - 24日、テレビ愛知） - 7回のみの放送。
- ASBEE『ASBee100×SKE48』（2010年10月）
- ピザハット (2011年3月上旬~)

## 書籍

### 雑誌連載
- BOMB（2009年12月9日 - 、学研パブリッシング）
- 週刊プレイボーイ (2013年5月20日)
- smart6月号 (2013年4月24日)
- ヤングマガジン
- 少年マガジン
- BIG ONE GIRLS
- MacPeople

### 写真集
- SKE48 矢神久美写真集「くーみん」（2013年4月26日、宝島社）ISBN 978-4800209269